# Dewevrea bilabiata
Dewevrea bilabiata är en ärtväxtart som beskrevs av Marc Micheli. Dewevrea bilabiata ingår i släktet Dewevrea och familjen ärtväxter. Inga underarter finns listade i Catalogue of Life.